# Björnram af Helgås
Björnram af Helgås var en svensk adelsätt, som skrev sig till Örsjögle och Helgås i Tveta socken i Småland, och introducerades som adelsätt på Sveriges Riddarhus år 1643 under nr 204. Ätten utdog på svärdssidan sannolikt redan år 1698.
Vapen: två korslagda, svarta björnramar på grön sköld

## Historik
Den adlade Lars Jakobsson var troligen av gammal adlig ätt, emedan han redan 1611 kallas "ädel och välboren". Hans fru tillhörde den adliga Hesslebysläkten Björnram till Hessleby, som under 1600-talet var bosatt i Kalmar län.

## Släkttavla
Släkttavlan uppställd efter Gustaf Elgenstierna, Den introducerade svenska adelns ättartavlor.
1. Jakob. Tjänte såsom krigsman konungarna Erik XIV och Johan III.
  1. Per-Jakobsson till Aggarp i Björkö socken, död 1658-12-25.
    1. Knut Björnram
    2. Jacob Persson Björnram. Erhöll 1652 säterifrihet på Örsjögle i Tveta socken.
      1. ? Anna Björnram. Som enligt genom Göta hovrätts dom 1700 tillerkändes Örsjögle

  2. Lars Jakobsson, adlad Björnram af Helgås.
    1. Jakob. Löjtnant. Död i slaget vid Warschau 1656-07-18. Gift med sin syssling Catharina Eketrä, som levde änka 1667, i hennes 1:a gifte (gift 2:o med majoren Nils Burck), dotter av majoren Johan Eketrä, och Carin Bröms.
      1. Johan.
      2. Märta. Gift 1) 1676 med sergeanten vid Kalmar regemente Ludvig Keith. Gift 2) med bonden på Örsasjögle i Tveta socken Jöns Björnsson.

    2. Peder till Rödje (Rödjenäs), Djuvanäs, vilket han sålde 1667, och Tällvad (alla i Björkö socken). Död 1698 inhyses i Klockaregården i Björkö och slöt sannolikt ätten. Gift 1649-11-23 Åbonäs med Carin Årrhane, möjligen dotter av kaptenen Herman Årrhane.
      1. Maria, begraven 1691-10-04 i Björkö socken, ogift.
      2. Herman, född 1672, död 1685 på Rödjenäs och begraven 1685-04-12 i Björkö socken.

    3. Maria, till Pallarp. Gift med ryttaren Hans Hansson, som stupade i Polen.